# Igreja Nosso Senhor do Bonfim (Braço do Norte)
A Igreja Nosso Senhor do Bonfim é uma Igreja Católica, localizada na Praça Padre Roer, em Braço do Norte, Santa Catarina, Brasil.

## Histórico

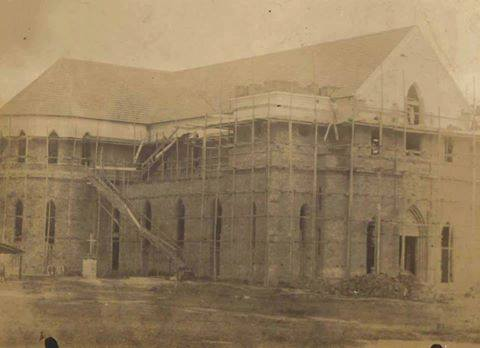
Construção da igreja no início da década de 1930. Sobre a base de blocos de pedra provenientes do rio Braço do Norte foi em seguida erigida uma das torres.

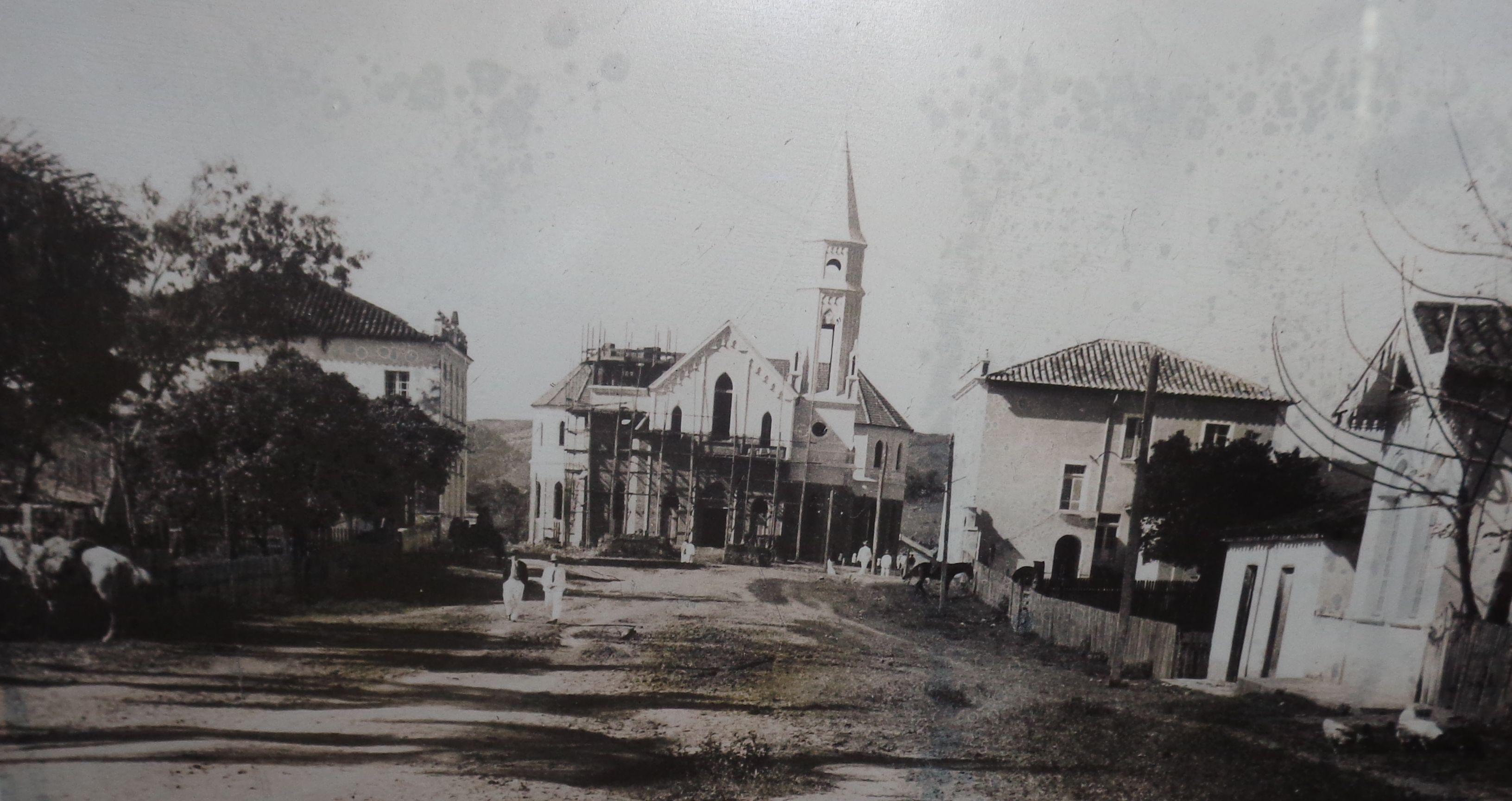
Construção da igreja no início da década de 1930. A torre da direita foi concluída em 1933. Os andaimes estão armados para ser erguida a torre da esquerda. Fotografia do advogado tubaronense Manoel Lobão de Queirós, depositada no Arquivo Público e Histórico Amadio Vettoretti em Tubarão, Santa Catarina. Em ambos os lados da atual Travessa Adolfo Konder, a partir de onde foi registrada a fotografia, estão amarrados cavalos. A casa mais á direita é adornada com lambrequim.

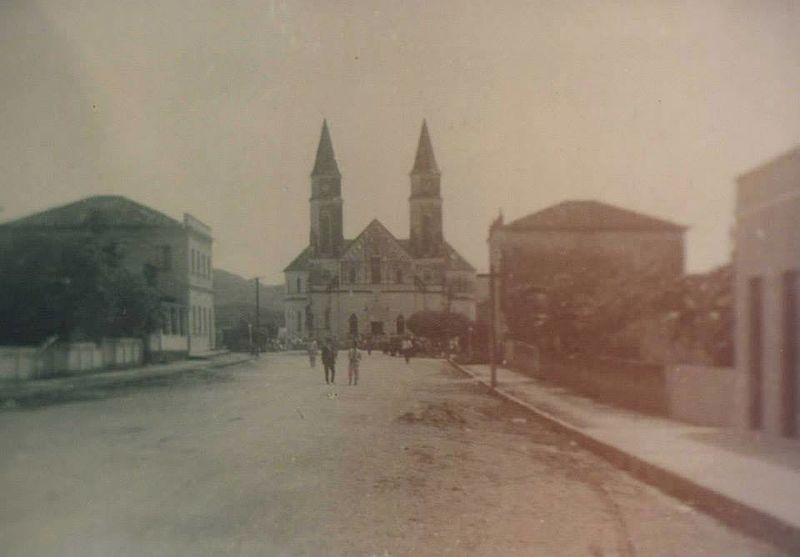
Igreja concluída. Comparar as edificações com a fotografia acima, com a igreja ainda em construção. A grande mudança que se observa é a construção de calçadas na atual Travessa Adolfo Konder. Já não se observa cavalos amarrados. Outras ruas no entorno da Praça Padre Roer foram determinadas para o estacionamento de cavalos e aranhas.

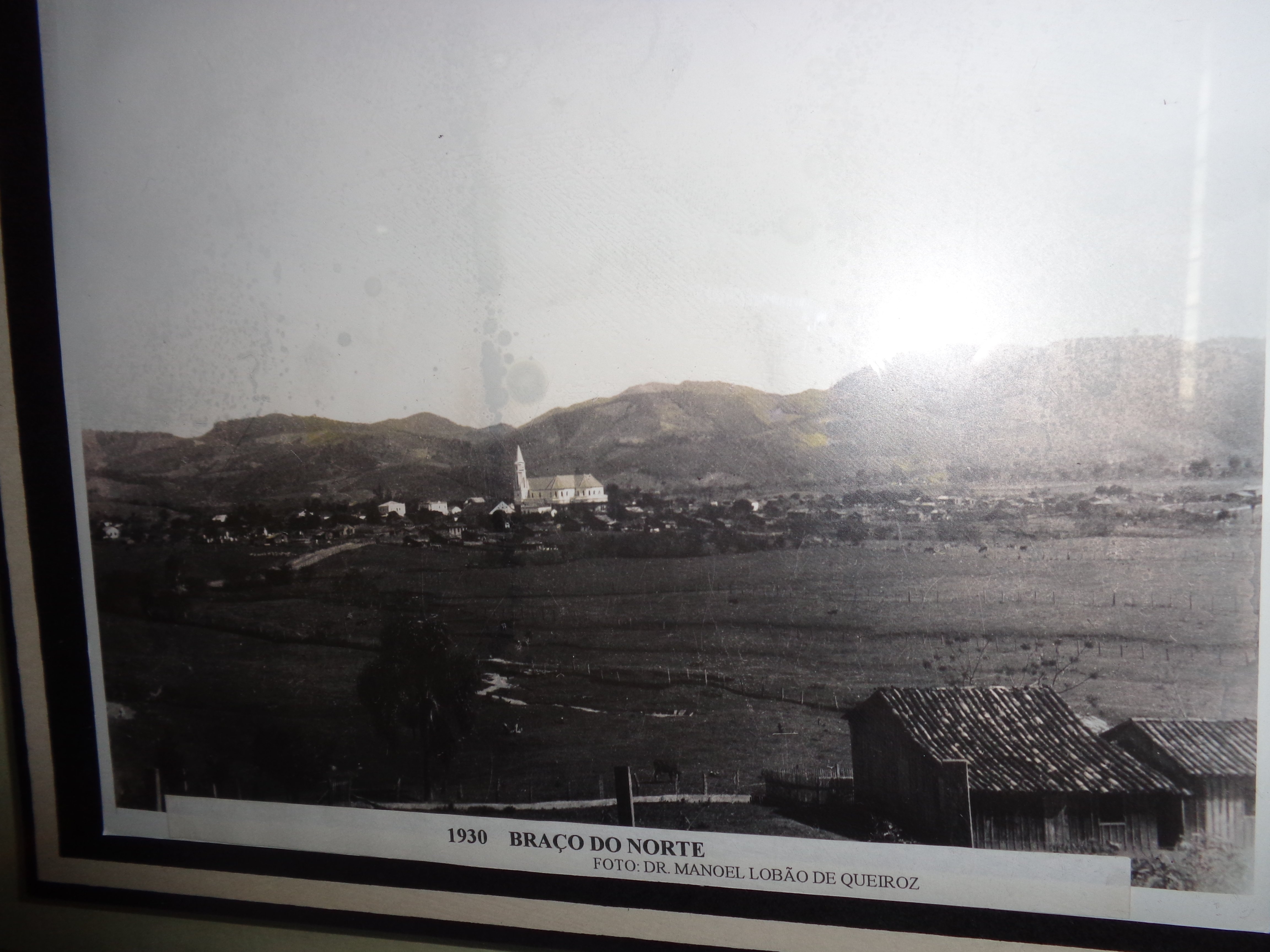
Vista de Braço do Norte possivelmente no mesmo dia da primeira foto ao lado, vendo-se apenas a torre direita. Nota-se especialmente na frente da igreja as edificações onde encontra-se a atual prefeitura municipal e o prédio da família Sandrini, na atual rua Felipe Schmidt, e mais ao fundo a casa do pastor luterano Carl Schwab, na Praça Coronel Collaço. É visível a atual rua Sete de Setembro, ligando Braço do Norte ao bairro Rio Bonito e Porto de Gravatal, na época única via de comunicação entre Gravatal e Braço do Norte. Fotografia do advogado tubaronense Manoel Lobão de Queirós, depositada no Arquivo Público e Histórico Amadio Vettoretti em Tubarão, Santa Catarina.

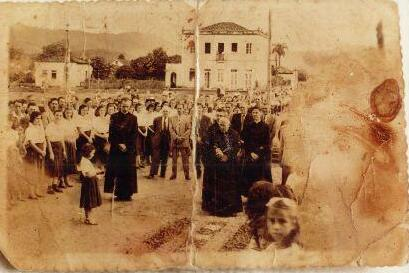
Em 7 de setembro de 1931 é lançada a pedra fundamental da igreja. A edificação de dois pavimentos ao fundo abriga a atual prefeitura municipal.

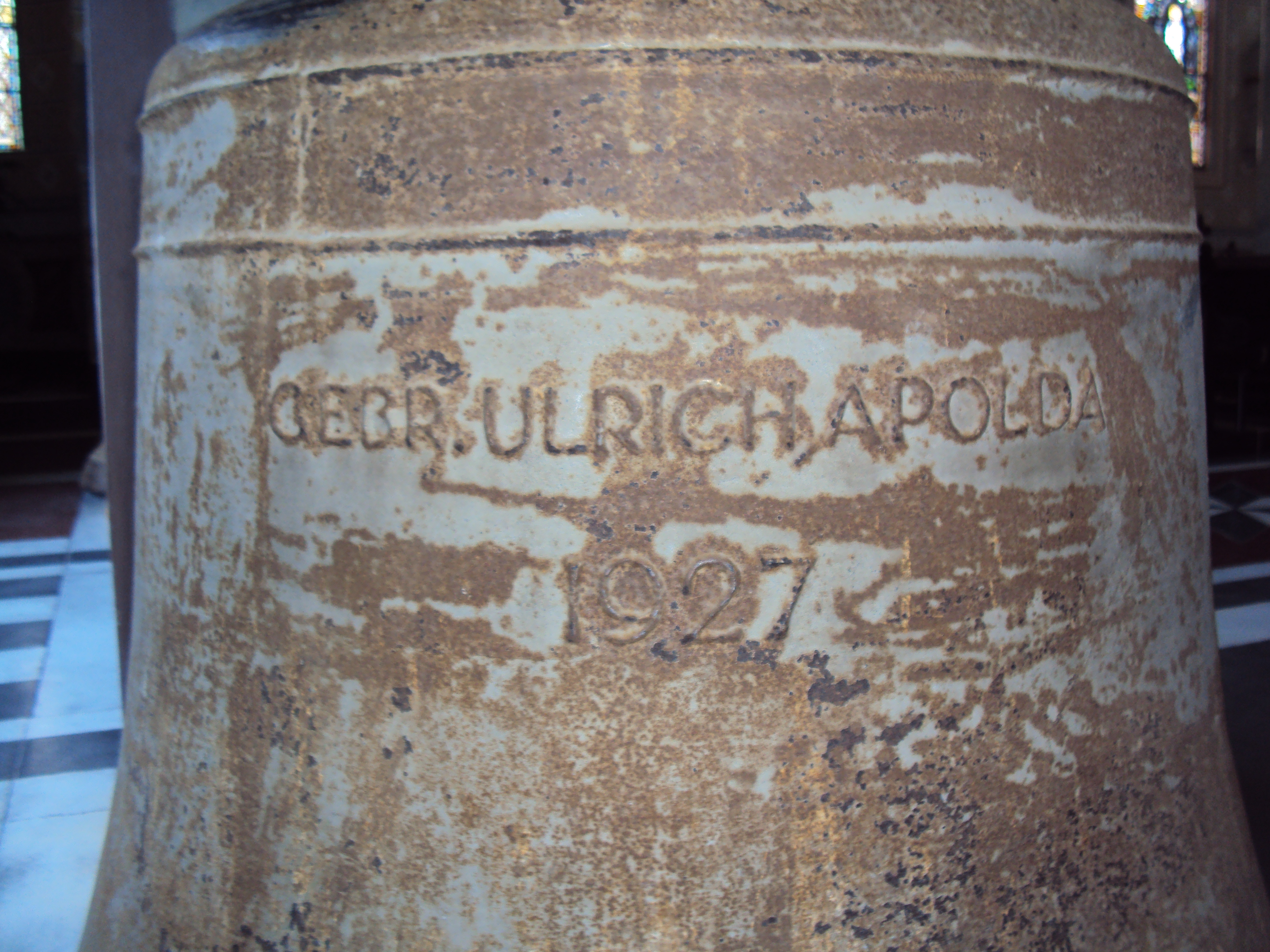
Sino da Fundição de Sinos Apolda, fundido em 1927, Igreja Nosso Senhor do Bonfim de Braço do Norte. Baixados da torre em 2012, devido a danos por rachaduras, foram substituídos em 2013 por novos sinos também fabricados na Alemanha.

É a igreja católica no centro de Braço do Norte, dedicada ao Senhor do Bonfim.
O padre alemão Jacó Luiz Nebel foi ordenado sacerdote da Companhia de Jesus, imigrando para o Brasil, sendo em 1926 nomeado vigário de Braço do Norte. O primeiro documento da paróquia de Braço do Norte referente à sua nomeação data de 6 de fevereiro de 1926, e o último termo por ele assinado é de 5 de outubro de 1947.
Em 19 de maio de 1929 foi resolvido em reunião popular ser construída uma nova matriz, e não apenas uma torre junto ao velho templo. A pedra fundamental foi oficialmente argamassada em 7 de setembro de 1931, tendo como mestre-de-obras o italiano Ângelo Colombo. As imagens de madeira foram feitas pelo também italiano Artur Pederzoli. Deve-se ao padre Jacó Luiz Nebel o arrojo de sua realização, confirmado em diversas entrevistas registradas por João Leonir Dall'Alba em sua obra O Vale do Braço do Norte.
Dignos de menção são os dois sinos. Para a inauguração dos mesmos foi organizada uma quermesse. O arremate coube a Henrique Dechering, que batizou o sino maior como São Sebastião, enquanto José Oenning (pai do padre Valentin Oenning) batizou o sino menor como Santa Terezinha.
Os novos sinos, fabricados na Alemanha, chegaram em 6 de setembro de 2013.

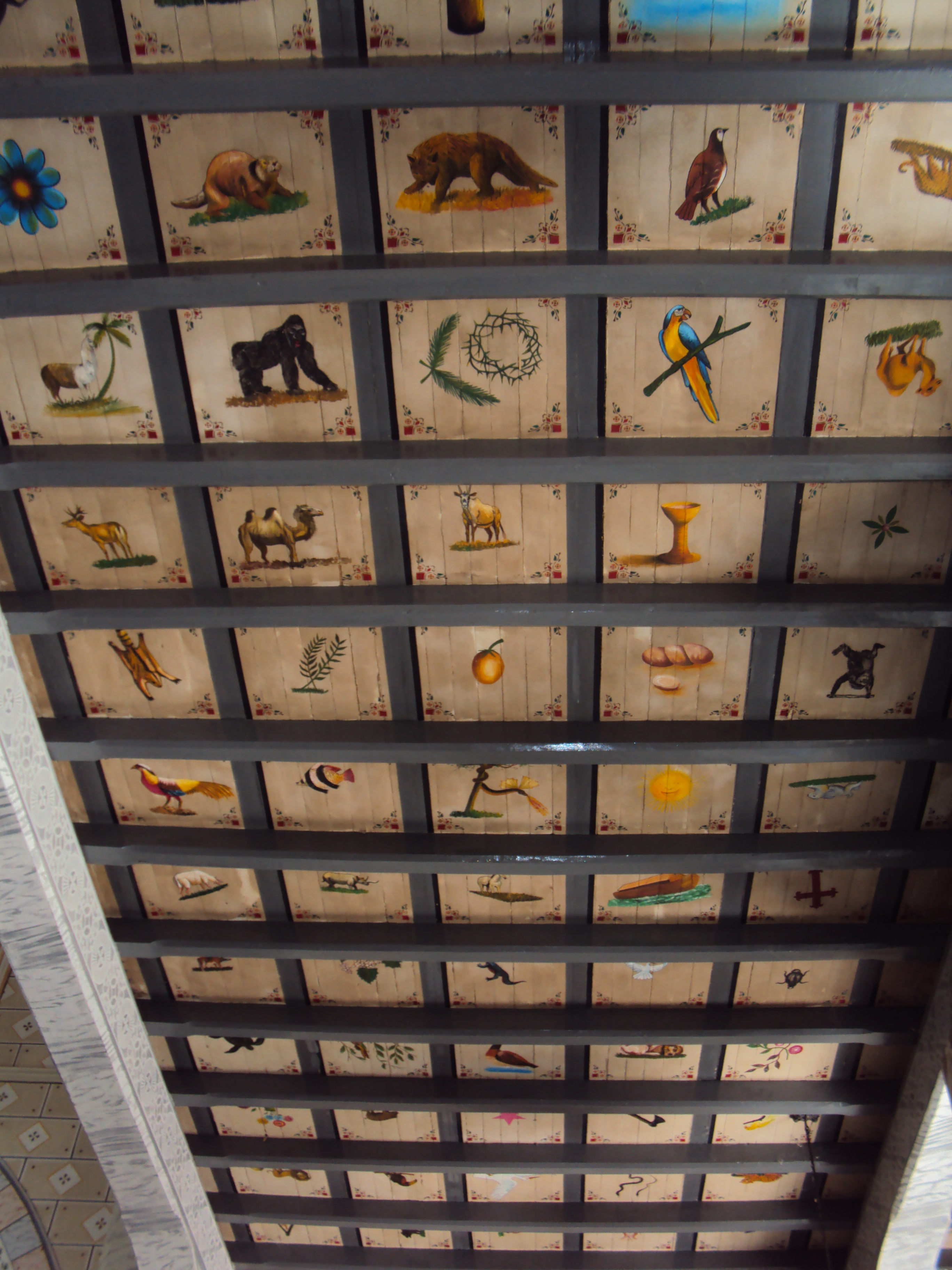
Teto da Igreja Nosso Senhor do Bonfim de Braço do Norte, construção da década de 1930. Representação dos animais, aves e insetos resgatados pela Arca de Noé

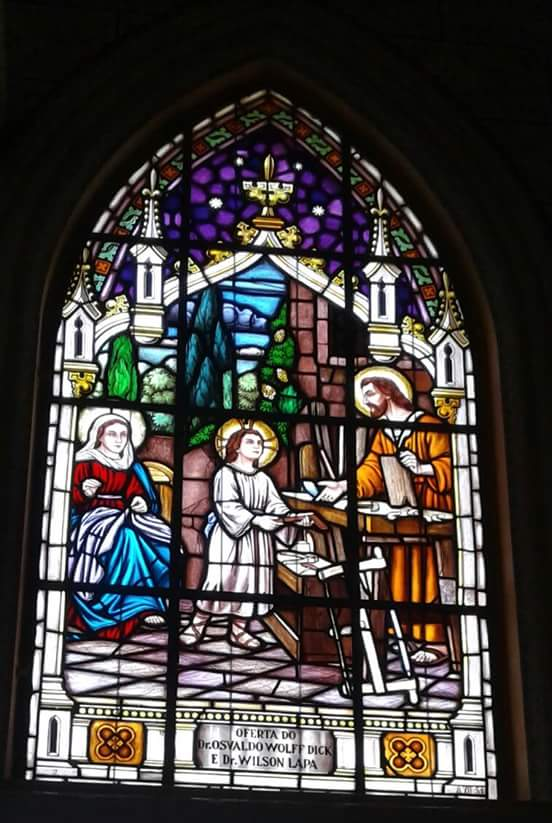
Vitral da Igreja Nosso Senhor do Bonfim de Braço do Norte, ofertado
pelos médicos radicados em Braço do Norte no Hospital Santa Terezinha Oswaldo Wolff Dick e Vilson Lapa.

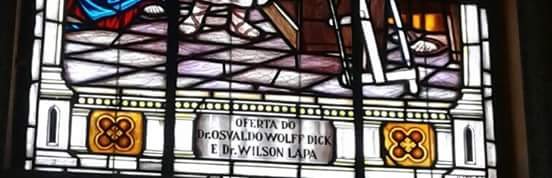
Detalhe de vitral da Igreja Nosso Senhor do Bonfim de Braço do Norte, ofertado pelos médicos radicados em Braço do Norte no Hospital Santa Terezinha Oswaldo Wolff Dick e Vilson Lapa.

A pintura do teto, um escândalo na época, representando a integração na Arca de Noé, foi feita pelo pintor suíço Guilherme Germano Mayer.